# Juan de Oñate
Don Juan de Oñate y Salazar, né en 1552 à Zacatecas (Nouvelle-Espagne) et mort en 1626 à Guadalcanal (royaume d'Espagne) est un officier de l'Empire espagnol, explorateur, fondateur et gouverneur de la province du Nouveau-Mexique et fondateur de plusieurs villes du sud-ouest des actuels États-Unis.
On parle parfois de lui comme du « dernier conquistador ».

## Biographie

### Origines et débuts
Issu d'une famille noble, il porte le titre de « don ».
Il commence sa carrière en combattant les Amérindiens du nord de la Nouvelle-Espagne.
Il épouse[Quand ?] Isabel de Tolosa Cortés Moctezuma.

### La création de la province de Santa Fe de Nuevo Mexico
En 1595, il reçoit l'ordre du roi d'Espagne Philippe II de coloniser les rives septentrionales du fleuve Río Grande, qui avait été exploré par Francisco Vásquez de Coronado en 1540. L'objectif de cette expédition était de diffuser la foi catholique et d'établir de nouvelles missions pour convertir les Amérindiens.
Il partit de Santa Barbara au Mexique en 1598. Il créa un village appelé San Juan, sur le site actuel de Santo Domingo et fonda la province de Santa Fe de Nuevo México, dont il devint le premier gouverneur.

### La répression anti-indienne
Il envoie Vicente de Zaldivar écraser les Indiens Acoma ; il massacre 500 hommes avec ses pistoleros et les survivants sont soit réduits en esclavage soit amputés d'un pied pour les hommes âgés de plus de 21 ans.
Lors des expéditions lancées contre les Indiens Tompiros, 800 indigènes sont tués et leurs pueblos sont rasés.
Oñate acquiert une réputation sanguinaire et de nombreux Amérindiens quittent leurs villages pour trouver refuge dans les montagnes, où ils meurent de froid et de faim. La légende voudrait que sur son chemin il laissait un valet de carreau et une dame de pique en guise de signature.

### Rappel à Mexico et retour en Espagne
En 1606, Oñate est rappelé à Mexico pour rendre compte de sa politique.
Il finit par rejoindre l'Espagne, où il meurt en 1626.